# Фолькер Віссінґ
Фолькер Віссінґ (нім. Volker Wissing; нар. 22 квітня 1970) — німецький юрист і політик. З грудня 2021 року — міністр транспорту та цифрової інфраструктури Німеччини.